# 2869 Nepryadva
2869 Nepryadva este un asteroid din centura principală, descoperit pe 7 septembrie 1980 de Nikolai Cernîh.